# Фактор Дебая — Валлера
Фа́ктор Деба́я-Ва́ллера — фізична величина, яка характеризує частку когерентного пружного розсіювання рентгенівських променів або нейтронів на теплових коливаннях атомів у кристалічних ґратках від загального розсіювання при дифракції. Його також називають коефіцієнтом B, U, температурним фактором чи параметром температурного зміщення атомів.

## Загальна характеристика
Фактор Дебая-Валлера часто використовується як загальне позначення, що включає також в себе частку некогерентного пружного розсіювання нейтронів (Фактор Ламба-Мессбауера).
За непружного розсіювання рентгенівські промені або нейтрони втрачають когерентність із пучком, а тому не можуть брати участь в формуванні дифракційної картини. Таким чином ця частина променів втрачається для структурного аналізу кристалів. Долю пружного розсіювання, яка зберігає свою значимість для аналізу, можна оціними за фомулою
{\displaystyle F=\exp \left(-{\frac {1}{3}}Q^{2}\langle u^{2}\rangle \right)},
де Q — переданий при розсіюванні хвильовий вектор, {\displaystyle \langle u^{2}\rangle } — усереднені по температурі зміщення атомів.
У публікаціях результатів розрахунків кристалічних структур значення Фактора Дебая-Валлера подаються в U = {\displaystyle \langle u^{2}\rangle }, а значення Q залежить від довжини хвилі та кута відбиття {\displaystyle 2\theta }
{\displaystyle Q={\frac {4\pi \sin(\theta )}{\lambda }}}
Окрім представлення значеннь Факторів Дебая-Валлера для атомів у кристалічній ґратці в U, використовується також позначення B, яке співвідноситься до U як:
{\displaystyle B={\frac {8\pi ^{2}}{3}}\langle u^{2}\rangle }
Одиниці виміру часто використовуються Å2 чи нм.2.

## Інтернет-ресурси
- 2019 paper by Cristiano Malica and Dal Corso. Introduction to Debye–Waller factor and applications within Density Functional Theory - Temperature-dependent atomic B factor: an ab initio calculation
- Gallery of ray-traced ORTEP's - University of Glasgow
- 2005 paper by Rowsell et al. depicting metal-organic framework thermal ellipsoids -
- 2009 paper by Korostelev and Noller depicting tRNA thermal ellipsoids - Analysis of Structural Dynamics in the Ribosome by TLS Crystallographic Refinement
- Cruickshank's 1956 Acta Crystallogr. paper - The analysis of the anisotropic thermal motion of molecules in crystals
- 1996 report by Trueblood et al. - Atomic Displacement Parameter Nomenclature [Архівовано 2016-04-30 у Wayback Machine.]